# Criblage à haut débit
Pour les articles homonymes, voir HTS.

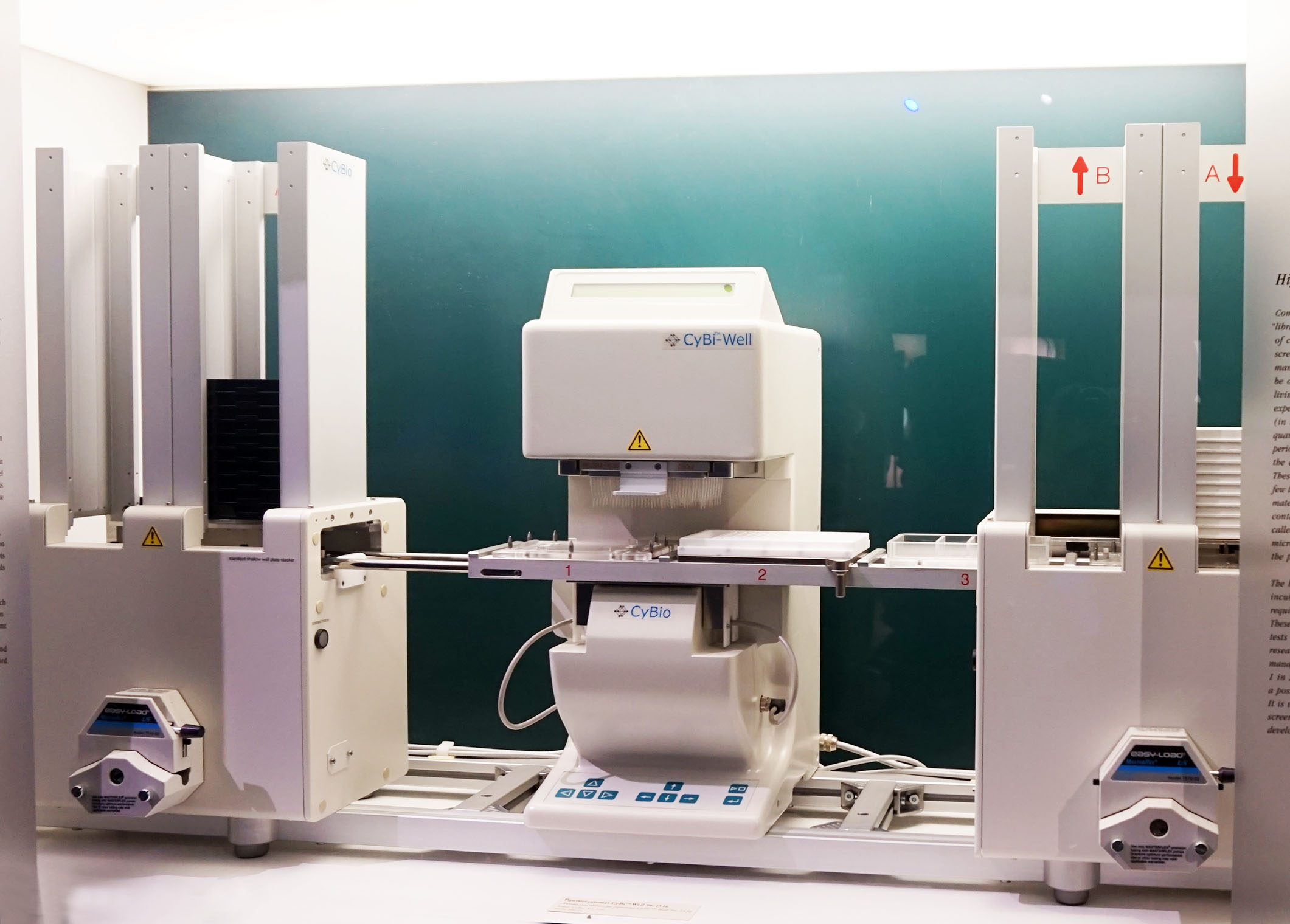
Machine de criblage à haut débit en Allemagne

Le criblage à haut débit (high-throughput screening, HTS) désigne dans le domaine de la pharmacologie, de la biochimie, de la génomique et de la protéomique, les techniques visant à étudier et à identifier dans les chimiothèques et ciblothèques, des molécules aux propriétés nouvelles, biologiquement actives. 
L’expression haut débit évoque ici l’utilisation de la robotique, de l’informatique et de la bio-informatique pour accélérer la phase de test des molécules, protéines, catalyseurs, etc. en vue de processus de production de matériaux, médicaments, etc. 

## Procédure
Le criblage à haut débit consiste à faire réagir simultanément un grand nombre de molécules différentes avec un substrat donné, en vue d’identifier, en un minimum de temps, celles de ces molécules qui présentent un intérêt éventuel pour une application déterminée.

## Criblage virtuel (ou essaiin silico)
Pour encore accélérer les découvertes, en limitant les risques liés à des produits ou organismes susceptibles d’être dangereux, des chercheurs ont développé des techniques de criblage virtuel en travaillant avec des modèles mathématiques de molécules ou de protéines et en cherchant à créer toutes les combinaisons possibles, y compris des formes qui ne pourraient pas être synthétisées ou viables dans la nature. D’après les connaissances existantes, des simulations virtuelles d’effets thérapeutiques pour des cibles données sont étudiés. Cette méthode est parfois présentée comme limitant l’appel à l’expérimentation animale, mais elle ne peut pas prétendre garantir l’absence d’effets indésirables sur un organisme.